# Carl Wilhelm Kurtz
Carl Wilhelm Kurtz (* 1. Oktober 1809 in Stuttgart; † 16. Januar 1869 ebenda) war ein deutscher Zinngießer und Unternehmer.

## Leben und Wirken

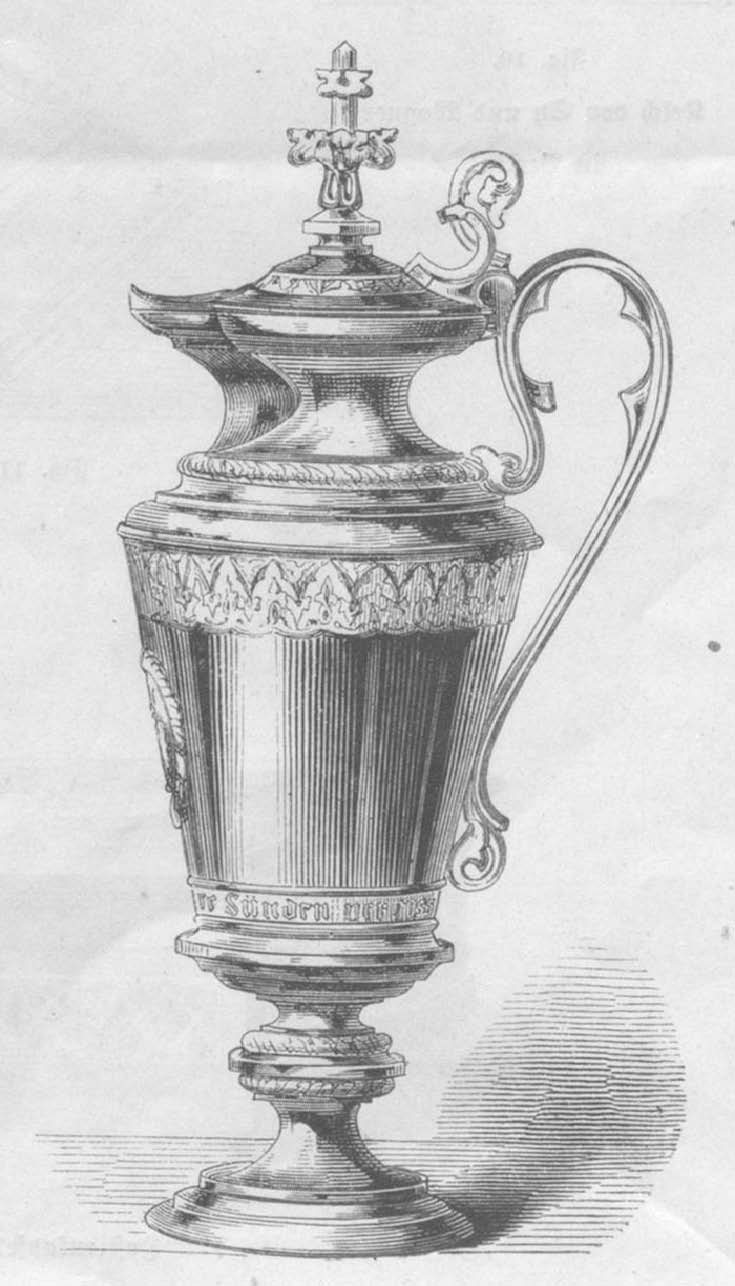
Entwurfszeichnung für eine Abendmahlskanne, Stich nach der Zeichnung von Carl Beisbarth, Ausführung von Kurtz (1863)

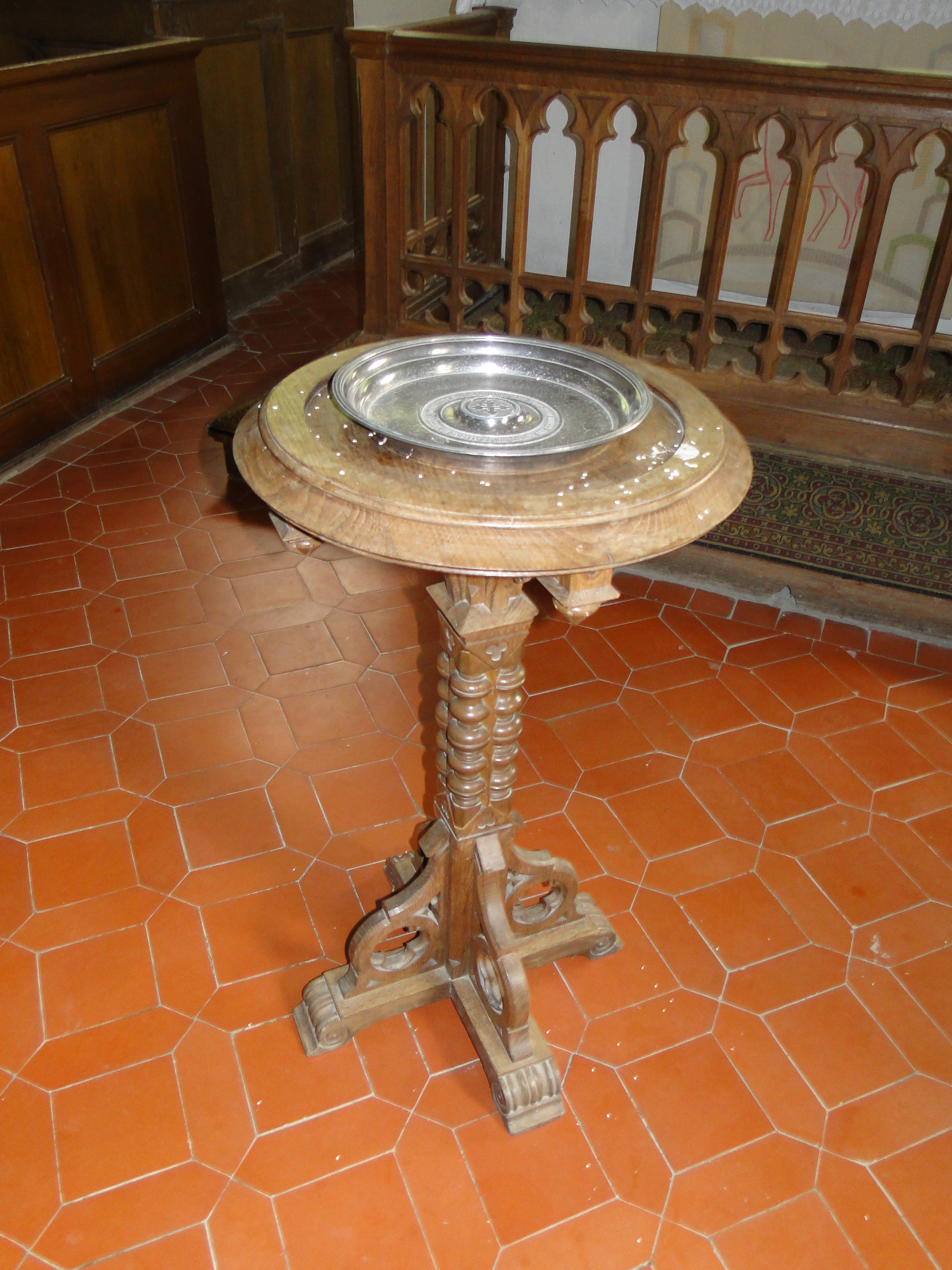
Taufschale in der Dorfkirche Techentin

Kurtz stammte aus einer Familie, die seit 1690 über Generationen in Reutlingen als Glocken- und Stückgießer sowie seit 1803 in Stuttgart als Spritzenfabrikanten in der Herstellung von Feuerlöschgeräten tätig war.
1833 eröffnete er unter der Firma C. W. Kurtz  eine Zinnwarenhandlung in der Stuttgarter Kirchstraße Nr. 2 am Marktplatz. Das Unternehmen handelte zunächst vor allem mit Zinn-Geschirr und Kirchenbedarf. Seine meist aus Zinn hergestellten und mitunter versilberten Taufschalen, Taufkannen, Abendmahlsgeräte und Opferteller finden sich in vielen Kirchen in ganz Deutschland.
1833 heiratete Carl Wilhelm Kurtz in Stuttgart Jakobine Louise Christine Dolmetsch (1808–1889), eine Tochter des Backobermeisters Jacob Ulrich Dolmetsch. Das Paar hatte sieben Kinder, von denen der Sohn Hermann Kurtz (* 1847) das Geschäft unter seinem Namen weiterführte. Zum Ende des 19. Jahrhunderts verlagerte sich das Geschäft über die Herstellung und den Vertrieb von Zinnfiguren immer mehr auf das Spielwarengeschäft, das im 20. Jahrhundert ausschließliches Geschäftsfeld wurde. 1905 übernahm es Otto Kurtz und das Geschäft blieb noch bis 1997 im Familienbesitz. Bis zur Schließung am 30. November 2022 war Spielwaren Kurtz am Marktplatz 10 Teil der Vedes-Gruppe.